# Zweite Isonzoschlacht
1915

1. Isonzo – 2. Isonzo – Erste Dolomitenoffensive – Zweite Dolomitenoffensive – 3. Isonzo – 4. Isonzo – Lavarone (1915–1916)
1916

5. Isonzo – Südtiroloffensive – 6. Isonzo (Doberdo) – 7. Isonzo – 8. Isonzo – 9. Isonzo – 
Lawinenkatastrophe
1917

10. Isonzo – Ortigara – 11. Isonzo – 12. Isonzo – Pozzuolo – Monte Grappa
1918

Piave – San Matteo – Vittorio Veneto
Die Zweite Isonzoschlacht war eine von insgesamt zwölf Schlachten zwischen dem Königreich Italien und dem Kaiserreich Österreich-Ungarn. Sie fand in der Zeit vom 17. Juli bis 3. August 1915 statt und war der zweite vergebliche Versuch der italienischen Streitkräfte, den Durchbruch durch die österreichisch-ungarische Frontlinie am Isonzo zu erzwingen. Diese Schlacht wird manchmal in der Literatur auch als „Schlacht um den Monte San Michele“ bezeichnet, obwohl der Monte San Michele (Debela Griža) wegen seiner exponierten Lage südlich von Görz auch Brennpunkt des Geschehens von der Ersten bis zur Sechsten Isonzoschlacht war.

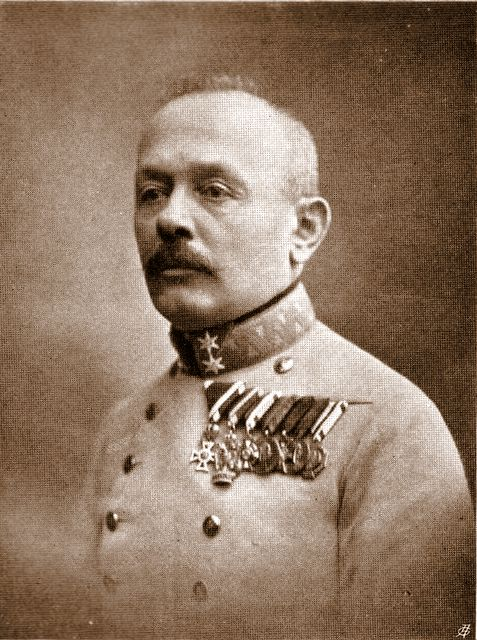
General Boroević, Kommandant der k.u.k. 5. Armee

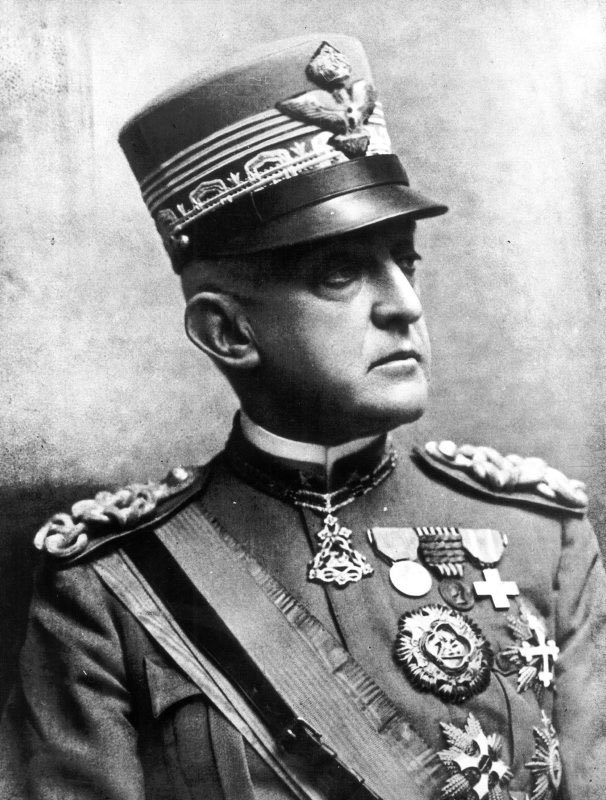
Der Herzog von Aosta, Kommandeur der 3ª Armata

## Strategische Ziele der Angreifer
Nach dem Misserfolg in der Ersten Isonzoschlacht zwei Wochen zuvor befahl der italienische Generalstabschef General Luigi Cadorna einen erneuten Angriff durch die 3. italienische Armee des Herzogs von Aosta, während die nördlich benachbarte 2. italienische Armee gegnerische Kräfte durch sporadische Angriffe zwischen Plava und der Wippachmündung zu binden hatte. Sechs Armeekorps wurden für die direkten Angriffe bereitgestellt, während ein siebtes als Eingreifreserve diente. Dazu kam eine erhebliche Verstärkung der schweren Artillerie. Das strategische Ziel dieser Unternehmung war, wie bei der vorangegangenen Aktion, der Durchbruch nach Triest und weiter in die ungarische Tiefebene um sich dort mit den russischen Streitkräften zu vereinigen, Österreich-Ungarn in zwei Hälften zu zerschlagen und so den Krieg zu gewinnen.
Hauptziel der Italiener war die Eroberung der österr.- ungar. Stellungen auf den Höhen des Monte San Michele (Debela Griža), denn sowohl Italiener als auch Österreicher wussten, dass sich das Schicksal der Karstfront und folglich auch der Fortbestand des Görzer Brückenkopfes dort entscheiden werde.

## Maßnahmen der Verteidiger
Auf österreichisch-ungarischer Seite waren die italienischen Absichten nicht unbemerkt geblieben. Auch die im betroffenen Frontabschnitt liegende k.u.k. 5. Armee unter General Boroević hatte Verstärkungen erhalten. Die Armee bestand zu diesem Zeitpunkt aus dem VII. Armeekorps (Verteidigungsabschnitt III) und nördlich davon bei Görz aus dem XVI. Armeekorps (Verteidigungsabschnitt II). Das XV. Armeekorps hielt im Norden den Verteidigungsabschnitt I bei Tolmein, war an dieser Schlacht jedoch nicht primär beteiligt. Dazu kam als Eingreifreserve eine Gebirgsbrigade der 97. Infanterietruppendivision und als Armeereserve die 17. und 93. Infanterietruppendivision, die auf der Karsthochfläche südlich von Görz bereitgehalten wurden. Als Verstärkung war die 10. Gebirgsbrigade der 61. Infanterietruppendivision an der Nordseite des Görzer Brückenkopfes eingeschoben worden.

## Eingesetzte Kräfte
| Armeen         |                     |
| 5. k.u.k Armee | 2. Armee / 3. Armee |
| Armeekorps     |                     |
| XV. AK         | IV. AK              |
| XVI. AK        | II. AK              |
| VII. AK        | VI. AK              |
|                | XI. AK              |
|                | XIV. AK             |
|                | X. AK               |
|                | VII. AK             |

## Erste Angriffsphase

### 18. Juli
Am 18. Juli 1915 eröffneten die italienischen Batterien das Trommelfeuer auf die meist nur aus Steinwällen bestehenden österreichisch-ungarischen Stellungen. Nach Einstellung des Artilleriefeuers (die Verteidiger hatten große Verluste durch herumfliegende Steinsplitter) griffen die italienische 21. und 22. Infanterie-Division (XI. (it) AK), die 20. Infanterie-Division (X. (it) AK) und die 14. Infanterie-Division (VII. (it) AK) den Isonzo-Frontbogen zwischen Seiz im Süden und dem Monte San Michele im Norden an. Ihnen gegenüber lag die 39. und 81. Honvéd Infanterie-Brigade, sowie die 14. und 16. Gebirgs-Brigade. Der den ganzen Tag anhaltende Nahkampf brachte den Italienern bis zum Abend lediglich Geländegewinne von 100 Metern Tiefe im Bereich von zwei Honvéd Kompanien.
Am Morgen des 19. Juli erfolgte ein neuer Angriff, der diesmal etwas mehr Erfolg hatte, da er im Abschnitt längs der Straße Vermegliano – Doberdò in die österreichischen Stellungen eindringen und geringfügig Raum gewinnen konnte. Die Angriffe von drei italienischen Divisionen (4., 11. und 12 ID) auf den Görzer Brückenkopf konnten ohne Geländeverluste abgewiesen werden.

### 19. Juli
Der Brückenkopf von Tolmein saß wie ein Stachel in der italienischen Front und verhinderte jede größere Operation gegen die österreichisch-ungarische Nordfront. Um den Brückenkopf einzudrücken, griffen am 19. Juli Alpini und Infanterieverbände von den Gipfeln des Vrata, des Krn und des Kozljak aus gegen die sich im Nordosten befindlichen Höhen 2041 und 1931 an. Gleichzeitig erfolgte ein Angriff der 8. (it) ID gegen den Mrzli vrh. Alle Angriffe führten an diesem Tag zu keinerlei Erfolg.

### Österreichische Reaktionen
Obwohl die Abwehr der ersten Angriffsoperation gelungen war, war man beim AOK 5 besorgt über die Lage. Allein das VII. Armeekorps meldete Ausfälle in Höhe von etwa 500 Mann an Toten, Verwundeten und Vermissten. Aus diesem Grunde wurde dem VII. AK die 93. ITD aus der Armeereserve zugewiesen und im Raum zwischen Doberdó und San Martino eingesetzt. Mit dieser Division sowie der 20. Honvéd ITD und 17. ITD sollte am Morgen des 20. Juli ein Gegenstoß geführt werden, um die verlorenen Gräben zurückzugewinnen. Schon in den Bereitstellungsräumen waren durch Störungsfeuer schwere Verluste zu verzeichnen. Das Infanterie-Regiment Nr. 90 hatte in dieser Nacht 13 Offiziere und 600 Mann Ausfälle.

### 20. Juli

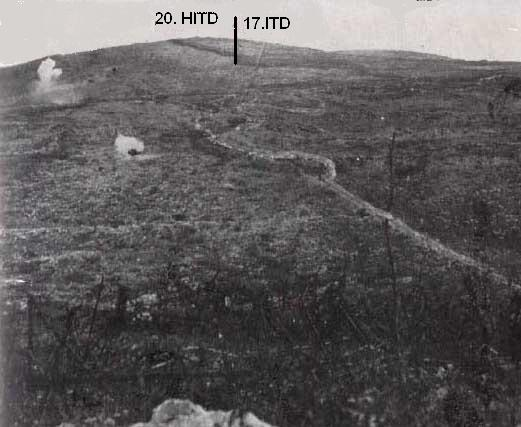
Westhänge des Monte San Michele (Italienische Aufnahme) mit der Trennung zwischen der 20. Honvéd Infanterietruppendivision und der 17. Infanterietruppendivision

Der am Morgen dieses Tages begonnene lokale Angriff der Österreicher prallte mit voller Wucht auf den am Vortag von General Herzog von Aosta befohlenen Großangriff des X. (it) und XI. (it) Armee-Korps gegen den Monte San Michele.
Trotz hinhaltendem und zähem Widerstand durch die ungarischen Landwehrverbände gelang es den Italienern, sich bis nahe der Kuppe des Monte San Michele vorzuarbeiten, während im südlichen Teil des Angriffsabschnitts den Angreifern kein Erfolg beschieden war. Entscheidend für den Verlauf der Schlacht war jedoch der Besitz des Monte San Michele. Ein Verlust hätte den Angreifern die Möglichkeit gegeben, das gesamte Stellungssystem der Verteidiger von der Flanke her zu packen und aufzurollen. Der Kommandant der 93. ITD General Boog raffte jetzt aus den Beständen seiner Division, der 20. HITD und der 17. ITD 15 Bataillone zusammen und griff nach zweistündigem Vorbereitungsfeuer der Artillerie von der Kuppe des Monte San Michel in Richtung Isonzo bergabwärts an. Nachdem die Italiener vom oberen Bereich des Berges zurückgedrängt werden konnten, scheiterte der Versuch bis zum Fluss vorzudringen letztendlich an der Erschöpfung der Leute.
Hauptangriffsziel des VI. (it) AK war der Brückenkopf von Görz, der von der 11., 12. und 29. ID angegriffen wurde. Der Angriff scheiterte vor der Podgora-Höhe und dem Monte Sabotino am hartnäckigen Widerstand der dalmatinischen und Triestiner Feldjäger und k.k. Standschützen (Diese wurden nach italienischer Lesart als Angehörige der unerlösten Gebiete Irredenti beziehungsweise Fratelli bezeichnet und hätten nach Auffassung der Verfechter dieser Doktrin eigentlich überhaupt nicht kämpfen dürfen.) Die Angreifer verloren hier 436 Gefallene, 2703 Verwundete und 244 Vermisste. Nach diesem katastrophalen Ergebnis wurden die Angriffe hier zunächst eingestellt.
Am Tolmeiner Brückenkopf gelang es den Angreifern nach stundenlangen erbitterten Nahkämpfen, die Stellungen der 3. Gebirgsbrigade auf der Höhe 2136 einzunehmen. Diese zog sich daraufhin etwa 400 Meter weiter rückwärts in die Auffangstellungen auf der Höhe 2077 zurück. Zunächst erfolgten hier keine weiteren Angriffe.

### Österreichische Verstärkungen
Wieder war auf österreichischer Seite eine Reaktion erforderlich. Um einen Durchbruch zu verhindern, mussten unverbrauchte, frische Verbände herangeführt werden.
„Die kritische Lage am Südflügel der 5. Armee veranlasste das Südwestfrontkommando nun im eigenen Bereich nach Reserven Umschau zu halten. Nur in Tirol waren zwei Regimenter verfügbar. Das Kaiserjäger-Regiment 4 und das Kaiserschützen-Regiment I, die ihre Stände auffüllten und, ihrer alten Mannschaften längst beraubt, alpin ausgebildet werden sollten. Sie wurden nun eiligst an den Isonzo verschoben.“ (Zitat aus dem Österreichischen Generalstabswerk)

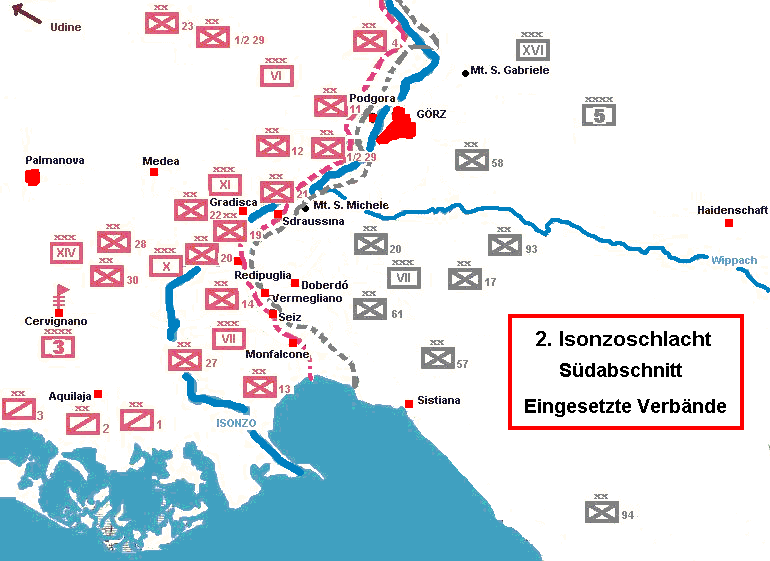
Eingesetzte Verbände im Südabschnitt

### 22. Juli
An diesem Tag griff die Kampfgruppe Boog erneut an und konnte die italienischen Verbände bis an den Höhenrand bei Sdraussina zurückdrängen, wurde dann jedoch von aus dem Norden vorstoßenden Truppen der italienischen 28. und 30. ID in der Flanke angegriffen und wich bis in die am 20. Juli verlorengegangenen Stellungen wieder zurück. Auch die im südlichen Verteidigungsabschnitt vom VII. (it) AK gegen die Front der 61. und 57. ITD auf Doberdò gerichteten Angriffe führten zu keinem Erfolg.

### Österreichische Reaktionen
Am 23. Juli meldete die 20. HITD noch 1200 einsatzbereite Mannschaften und Offiziere, während das VII. AK in den letzten beiden Tagen Ausfälle in Höhe von 2900 Mann zu beklagen hatte. Durch das Störfeuer der italienischen Artillerie waren mittlerweile sämtliche Versorgungswege unterbrochen worden. Der dadurch bedingte Mangel an Verpflegung und vor allen Dingen an Wasser in der hochsommerlich ausgedörrten und wasserlosen Steinwüste des Karst führte dazu, dass die große Masse der Soldaten an der Grenze ihrer physischen Leistungsfähigkeit angelangt war. Daher wurde die besonders betroffene 93. ITD am Abend dieses Tages nach Merna zurückgenommen und die Front an dieser Stelle (westlich des Monte San Michele) mit der frischen 9. Gebirgsbrigade der 59. ITD besetzt. Als Rückendeckung stand dahinter die 12. Gebirgsbrigade. Inzwischen waren das Kaiserjäger-Regiment 4 und das Kaiserschützen-Regiment I in diesem Frontabschnitt eingetroffen und sammelten sich zunächst in Selo.

### 23. Juli
Das VII. (it) AK führte Angriffe gegen den Abschnitt zwischen Selz und Vermegliano. Es gelang ein Einbruch, der von den Österreichern im Gegenstoß nicht mehr gänzlich bereinigt werden konnte.

## Zweite Angriffsphase

### Maßnahmen der Angreifer
Angesichts der bisherigen eher dürftigen Ergebnisse warf der Capo di Stato Maggiore, General Cadorna, dem Befehlshaber der 3. Armee (in deren Bereich der Brückenkopf von Görz fiel) vor, er habe bisher zu lahm (zoppo) gehandelt, und verlangte mehr Unterstützung der südlichen Nachbararmee. Des Weiteren verlangte er nunmehr unverzüglich die Eroberung der Hochfläche von Doberdó um jeden Preis (Ad ogni costo!). Dazu wurde der letzte Verband der Heeresreserve, das XIII. (it) Armeekorps der 3. Armee zur Verfügung gestellt.

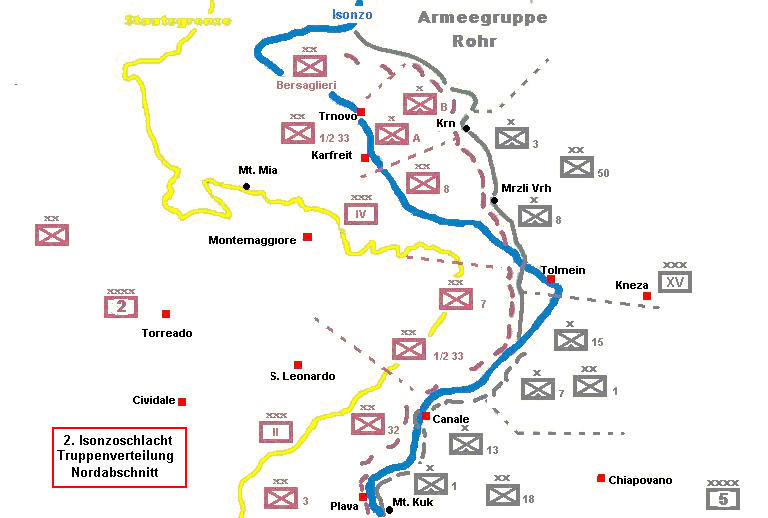
Eingesetzte Verbände im Nordabschnitt

### 24. Juli
Der von Italienern von der 14. ID gegen die Höhe 118 vorgetragene Angriff wurde abgewiesen.

### 25. Juli
An diesem Tag fand ein erneuter Großangriff der Italiener statt. Das VII. (it) Korps griff mit der 14, 27. und Teilen der 13. ID den Abschnitt zwischen Redipuglia und Seiz mit der dazwischenliegenden Höhe 118 an. Das XI. (it) AK wurde mit der 21., der 19. und Teilen der 22. ID auf den Abschnitt Monte San Michele (einschließlich) bis Sagrado angesetzt.
Der 22. ID gelang es die neu eingeschobene 9. Gebirgsbrigade bis San Martino zurückzudrängen. Dadurch wurde die rechte Flanke der sich südlich anschließenden 33. Infanteriebrigade bedroht, sodass diese sich ebenfalls zurückziehen musste. Die zur Retablierung in die zweite Linie der Front verlegte Gebirgsbrigade (Oberst Prinz Schwarzenberg) musste nach vorne verlegt werden und es gelang nach zähen Kämpfen, die Front zu stabilisieren und den Monte San Michele zu behaupten.
Im südlichen Abschnitt konnten sich die Truppen der 14. Gebirgsbrigade der Übermacht nicht länger erwehren, mussten im Bereich Redipuglia und Seiz bis zur Kuppe der Höhe 118 zurückgehen und diese dann auch noch aufgeben. Da die vordersten italienischen Verbände in eigenes Artilleriefeuer gerieten, zogen sie sich gezwungenermaßen aus ihrer exponierten Lage zunächst wieder hangabwärts zurück. Zur Unterstützung der 14. Gebirgsbrigade und Stabilisierung der Front wurde inzwischen das Kaiserschützenregiment Nr. I (ausgenommen zwei Kompanien) in diesen Bereich eingeschoben.

### 26. Juli
Bevor an diesem Tag ein erneuter Großangriff der Italiener einsetzte, gelang es zunächst der verstärkten 14. Gebirgsbrigade die Höhe 118 zurückzuerobern. Ein seitliches Vorgehen über die Berghänge hinweg, um die Flankenstellung zu gewinnen, gelang dagegen nicht mehr.
Der Angriff der Italiener an diesem Tag mit allen zur Verfügung stehenden Mitteln drohte nunmehr die österreichische Front einzudrücken. Reserven waren nahezu keine mehr vorhanden (nur noch fünfeinhalb Bataillone). Dazu kamen noch einige ausgebrannte und erholungsreife Verbände wie die auf dem Monte San Michele stehende 12. Gebirgsbrigade und vier Bataillone der bereits abgelöst gewesenen 93. ID. Das Marschbataillon des Triestiner 97. Infanterieregiment wurde bei der Verteidigung der Kote 197 am Monte San Michele weitgehend aufgerieben.
Im Bereich des Monte San Michele gelang es den Italienern der 21. sowie Teilen der 30. und der 28. ID unter sehr starken Verlusten gegen 10.00 Uhr, den Berggipfel einzunehmen. Bereits zwei Stunden später konnte der Gipfel von der 12. Gebirgsbrigade zurückerobert werden. Das nach dem Zurückweichen der 9. Gebirgsbrigade von den Angreifern eroberte Gehöft San Martino konnte nach dem Verlust des Monte San Michele nicht länger gehalten und musste den Österreichern überlassen werden.
Am Abend vermochten die Truppen der 20. (it) ID, die Höhe 118 erneut zu erobern, wurden jedoch unverzüglich im Gegenangriff wieder hinausgedrängt. Östlich von Polazzo sowie zwischen Vermegliano und Seiz gelang es den Italienern, sich in den vormaligen österreichischen Stellungen festzusetzen. Danach wurde es vorübergehend etwas ruhiger. Lediglich die italienische Artillerie sorgte weiterhin für Verluste bei den österreichisch-ungarischen Truppen.

### Ergebnis des zweiten Angriffs
Die Stoßkraft der 3. italienischen Armee war aufgebraucht. Sie musste umgruppiert und Verstärkungen herangeschafft werden. Die italienischen Verluste betrugen am 26. Juli im Frontabschnitt Monte San Michele 2.985 Mann.
Die Lage der österreichisch-ungarischen Verbände sah nicht besser aus. Das VII. Korps hatte allein seit dem 18. Juli Gesamtverluste von 25.000 Mann zu verzeichnen. Reserven mussten dringend herangeführt werden. Zur Verfügung standen zu diesem Zeitpunkt jedoch nur noch das 1. Regiment der Tiroler Kaiserjäger und das k.k. Landesschützen-Regiment „Bozen“ Nr. II, die unverzüglich zum Isonzo in Marsch gesetzt wurden.

## Letzte Angriffe

### 1. August

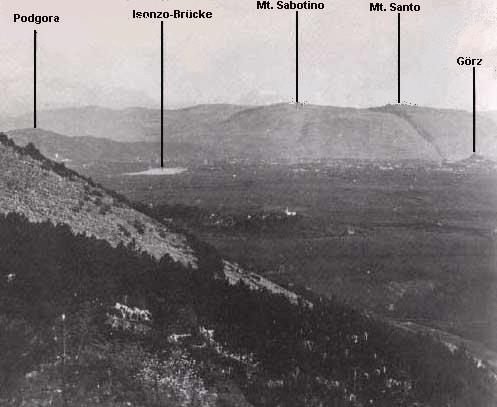
Überblick über das Gefechtsfeld bei Görz von der italienischen Seite (Fotografie 1916)

Teile der 14. Gebirgsbrigade griffen um 03.00 Uhr die italienischen Stellungen auf der Höhe bei Redipuglia an und konnten diese erobern. Sofort einsetzende Gegenangriffe wurden mit Artillerieunterstützung abgewiesen, wobei die italienischen Angreifer hohe Verluste erlitten. Inzwischen hatten die Österreicher die 8. ITD mit der 96. Infanteriebrigade und der 88. Schützenbrigade als Verstärkung aus der Ostfront herauslösen und an den Isonzo verlegen können.

### 2. und 3. August
Italienische Angriffsoperationen gegen die Höhe 197 über Sdraussina und Höhe 118 bei Redipuglia blieben erfolglos. Die Schlacht begann abzuflauen.
Am Abend des Tages erhielten der Kommandeur der 3. italienischen Armee General Herzog von Aosta, sowie der Kommandeur der benachbarten 2. italienischen Armee Generalleutnant Frugoni den Befehl des Comando Supremo zur vorläufigen Einstellung der Offensive am mittleren und unteren Isonzo.

## Ergebnis der Schlacht
Den Italienern war es wieder nicht gelungen, den Durchbruch zu erzielen. Weder der Frontbogen zwischen dem Monte San Michele und Seiz noch der Görzer Brückenkopf oder der bei Tolmein konnten eingedrückt werden. General Cadorna konnte lediglich geringfügige Geländegewinne vorweisen, die in keinem Verhältnis zu den dafür in Kauf genommenen Verlusten standen.

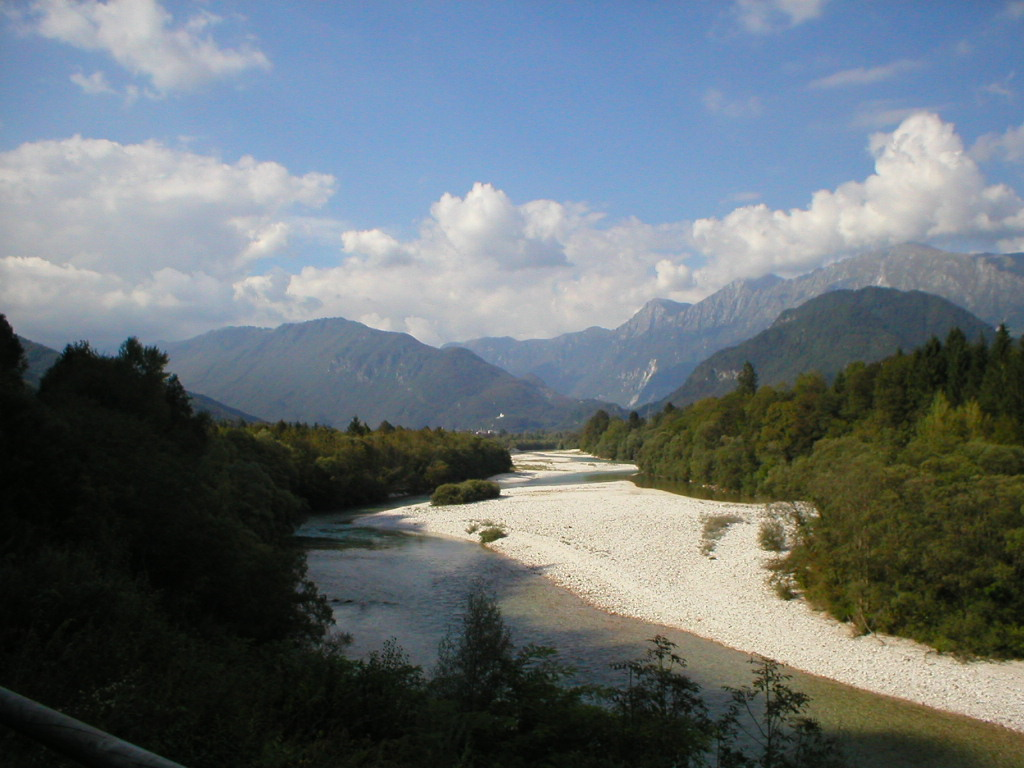
Blick auf den Niedrigwasser führenden Isonzo